# Dollars and the Woman
Dollars and the Woman è un film muto del 1920 diretto da George Terwilliger e sceneggiato da Lucien Hubbard. Tratto dal romanzo Dollars and Cents di Albert Payson Terhune pubblicato a New York nel 1920, il film - prodotto dalla Vitagraph - aveva come interpreti Alice Joyce, Robert Gordon, Crauford Kent, Jessie Stevens. Uscì nelle sale il 31 maggio 1920.

## Trama
Dan Hillyer è un inventore squattrinato e, avendo bisogno di denaro per commercializzare un suo lavoro nell'Ovest, ricorre alla moglie Madge. Lei, in attesa di un bambino, ritira dalla banca i suoi magri risparmi per darli al marito ma, sulla strada di casa, viene aggredita e derubata. Disperata, si rivolge ad Arthur Carewe, un suo vecchio corteggiatore che le impresta il denaro per finanziare il viaggio di Dan. Durante l'assenza del marito, Madge cade gravemente ammalata ed è sempre Arthur ad aiutarla finanziariamente, pagandole anche il ricovero in ospedale.
Al suo ritorno, Dan - che è riuscito a vendere la sua invenzione - viene a sapere della generosità che lui ritiene altamente sospetta di Arthur. Quest'ultimo però gli spiega i sacrifici di Madge e come lui, Dan, si sia sempre comportato egoisticamente con la moglie. Alla fine, la famigliola è felicemente riunita.

## Produzione
Il film fu prodotto dalla Vitagraph Company of America.

## Distribuzione
Il copyright del film, richiesto dalla The Vitagraph Co. of America, fu registrato il 21 aprile 1920 con il numero LP15039.
Distribuito dalla Vitagraph Specials, uscì nelle sale cinematografiche statunitensi il 31 maggio 1920.
Non si conoscono copie ancora esistenti della pellicola che viene considerata presumibilmente perduta.